# Distrito electoral de Puno
Puno es uno de los 27 distritos electorales representados en el Congreso de la República del Perú. La circunscripción elige actualmente a 5 congresistas. Sus límites corresponden a los del departamento de Puno. El sistema electoral utiliza el método D'Hondt y una representación proporcional con doble voto preferencial opcional.

## Representantes
| 4 | 1 | 1 | 2 |

| 1 | 3 | 3 | 1 |

| 2 | 1 | 1 | 3 | 1 |

| 3 | 1 | 1 |

| 3 | 1 | 1 |

| 3 | 1 | 1 |

| 3 | 2 |

| 2 | 1 | 1 | 1 |

| 3 | 2 |

## Elecciones

### Elecciones parlamentarias de 2021
| Partidos y coaliciones                                                                               | Partidos y coaliciones                    | Voto popular | Voto popular | Voto popular | Escaños | Escaños |
| Partidos y coaliciones                                                                               | Partidos y coaliciones                    | Votos        | %            | ±pp          | Total   | +/−     |
| --- | ----------------------------------------- | ------------ | ------------ | ------------ | ------- | ------- |
| | Perú Libre (PL)                           | 189,561      | 34.09        | +25.46       | 3       | +3      |
| | Acción Popular (AP)                       | 127,333      | 22.90        | +13.06       | 2       | +1      |
| | Frente Popular Agrícola del Perú (Frepap) | 32,501       | 5.84         | +1.27        | 0       | ±0      |
| | Juntos por el Perú (JP)                   | 28,472       | 5.12         | +1.04        | 0       | ±0      |
| | Alianza para el Progreso (APP)            | 26,518       | 4.77         | –2.72        | 0       | –1      |
| | Avanza País (AvP)                         | 25,470       | 4.63         | +3.11        | 0       | ±0      |
| | Unión por el Perú (UPP)                   | 18,914       | 3.40         | –15.22       | 0       | –2      |
| | Podemos Perú (PP)                         | 15,857       | 2.85         | +0.13        | 0       | ±0      |
| | Frente Amplio (FA)                        | 14,563       | 2.62         | –11.47       | 0       | –1      |
| | Fuerza Popular (FP)                       | 12,428       | 2.24         | –0.17        | 0       | ±0      |
| | Partido Morado (PM)                       | 11,669       | 2.10         | –2.13        | 0       | ±0      |
| | Somos Perú (SP)                           | 11,640       | 2.10         | –1.44        | 0       | ±0      |
| | Victoria Nacional (VN)                    | 11,451       | 2.06         | Nuevo        | 0       | ±0      |
| | Renovación Popular (RP)1                  | 11,060       | 1.99         | +0.28        | 0       | ±0      |
| | Renacimiento Unido Nacional (RUNA)        | 6,107        | 1.10         | –2.11        | 0       | ±0      |
| | Partido Nacionalista Peruano (PNP)        | 5,959        | 1.07         | n/a          | 0       | ±0      |
| | Partido Popular Cristiano (PPC)           | 3,343        | 0.60         | –0.19        | 0       | ±0      |
| | Democracia Directa (DD)                   | 3,007        | 0.54         | –6.47        | 0       | ±0      |
| |                                           |              |              |              |         |         |
| Total                                                                                                | Total                                     | 556,123      |              |              | 5       | ±0      |
| |                                           |              |              |              |         |         |
| Votos válidos                                                                                        | Votos válidos                             | 556,123      | 73.63        | –6.21        |         |         |
| Votos en blanco                                                                                      | Votos en blanco                           | 92,891       | 12.30        | +10.44       |         |         |
| Votos nulos                                                                                          | Votos nulos                               | 106,318      | 14.07        | –4.23        |         |         |
| Votos emitidos                                                                                       | Votos emitidos                            | 755,332      | 81.92        | +1.74        |         |         |
| Abstenciones                                                                                         | Abstenciones                              | 166,684      | 18.08        | –1.74        |         |         |
| Votantes registrados                                                                                 | Votantes registrados                      | 922,016      |              |              |         |         |
| |                                           |              |              |              |         |         |
| Fuente:                                                                                              |                                           |              |              |              |         |         |
| Notas al pie: 1 Comparado con los resultados de Solidaridad Nacional (SN) en las elecciones de 2020. |                                           |              |              |              |         |         |
| Notas al pie:                                                                                        |                                           |              |              |              |         |         |
| 1 Comparado con los resultados de Solidaridad Nacional (SN) en las elecciones de 2020.               |                                           |              |              |              |         |         |

### Elecciones parlamentarias de 2020
| Partidos y coaliciones | Partidos y coaliciones                    | Voto popular | Voto popular | Voto popular | Escaños | Escaños |
| Partidos y coaliciones | Partidos y coaliciones                    | Votos        | %            | ±pp          | Total   | +/−     |
| --- | ----------------------------------------- | ------------ | ------------ | ------------ | ------- | ------- |
| | Unión por el Perú1 (UPP)                  | 107,902      | 18.62        | n/a          | 2       | +2      |
| | Frente Amplio (FA)                        | 81,645       | 14.09        | –19.21       | 1       | –2      |
| | Acción Popular (AP)                       | 57,041       | 9.84         | +5.69        | 1       | +1      |
| | Perú Libre (PL)                           | 50,023       | 8.63         | Nuevo        | 0       | ±0      |
| | Alianza para el Progreso2 (APP)           | 43,402       | 7.49         | n/a          | 1       | +1      |
| | Democracia Directa (DD)                   | 40,614       | 7.01         | –10.37       | 0       | ±0      |
| | Frente Popular Agrícola del Perú (Frepap) | 26,516       | 4.58         | Nuevo        | 0       | ±0      |
| | Partido Morado (PM)                       | 24,539       | 4.23         | Nuevo        | 0       | ±0      |
| | Juntos por el Perú (JP)                   | 23,643       | 4.08         | Nuevo        | 0       | ±0      |
| | Somos Perú2 (SP)                          | 20,538       | 3.54         | n/a          | 0       | ±0      |
| | Renacimiento Unido Nacional (RUNA)        | 18,621       | 3.21         | Nuevo        | 0       | ±0      |
| | Podemos Perú (PP)                         | 15,748       | 2.72         | Nuevo        | 0       | ±0      |
| | Fuerza Popular (FP)                       | 13,965       | 2.41         | –19.19       | 0       | –2      |
| | Solidaridad Nacional1 (SN)                | 9,884        | 1.71         | n/a          | 0       | ±0      |
| | Vamos Perú3 (VP)                          | 9,375        | 1.62         | n/a          | 0       | ±0      |
| | Avanza País (AvP)                         | 8,795        | 1.52         | Nuevo        | 0       | ±0      |
| | Perú Patria Segura (PPS)                  | 6,589        | 1.14         | Nuevo        | 0       | ±0      |
| | Contigo4 (C)                              | 5,767        | 1.00         | –6.05        | 0       | ±0      |
| | Partido Aprista Peruano3 (APRA)           | 5,627        | 0.97         | n/a          | 0       | ±0      |
| | Perú Nación (PN)                          | 4,798        | 0.83         | Nuevo        | 0       | ±0      |
| | Partido Popular Cristiano3 (PPC)          | 4,604        | 0.79         | n/a          | 0       | ±0      |
| |                                           |              |              |              |         |         |
| Total | Total                                     | 579,636      |              |              | 5       | ±0      |
| |                                           |              |              |              |         |         |
| Votos válidos | Votos válidos                             | 579,636      | 79.84        | +16.55       |         |         |
| Votos en blanco | Votos en blanco                           | 13,530       | 1.86         | –14.34       |         |         |
| Votos nulos | Votos nulos                               | 132,867      | 18.30        | –2.21        |         |         |
| Votos emitidos | Votos emitidos                            | 726,033      | 80.18        | –5.31        |         |         |
| Abstenciones | Abstenciones                              | 179,514      | 19.82        | +5.31        |         |         |
| Votantes registrados | Votantes registrados                      | 905,547      |              |              |         |         |
| |                                           |              |              |              |         |         |
| Fuente: |                                           |              |              |              |         |         |
| Notas al pie: 1 Dentro de la coalición Alianza Solidaridad Nacional en las elecciones de 2016 (retiraron su candidatura). 2 Dentro de la coalición Alianza para el Progreso del Perú en las elecciones de 2016. 3 Dentro de la coalición Alianza Popular en las elecciones de 2016. 4 Comparado con los resultados de su partido antecesor Peruanos por el Kambio en las elecciones de 2016. |                                           |              |              |              |         |         |
| Notas al pie: |                                           |              |              |              |         |         |
| 1 Dentro de la coalición Alianza Solidaridad Nacional en las elecciones de 2016 (retiraron su candidatura). 2 Dentro de la coalición Alianza para el Progreso del Perú en las elecciones de 2016. 3 Dentro de la coalición Alianza Popular en las elecciones de 2016. 4 Comparado con los resultados de su partido antecesor Peruanos por el Kambio en las elecciones de 2016.               |                                           |              |              |              |         |         |

### Elecciones parlamentarias de 2016
| Partidos y coaliciones | Partidos y coaliciones                         | Voto popular | Voto popular | Voto popular | Escaños | Escaños |
| Partidos y coaliciones | Partidos y coaliciones                         | Votos        | %            | ±pp          | Total   | +/−     |
| --- | ---------------------------------------------- | ------------ | ------------ | ------------ | ------- | ------- |
| | Frente Amplio (FA)                             | 154,679      | 33.30        | Nuevo        | 3       | +3      |
| | Fuerza Popular1 (FP)                           | 100,312      | 21.60        | +6.80        | 2       | +1      |
| | Democracia Directa2 (DD)                       | 80,748       | 17.38        | +16.10       | 0       | ±0      |
| | Peruanos por el Kambio (PPK)                   | 32,746       | 7.05         | Nuevo        | 0       | ±0      |
| | Alianza para el Progreso del Perú3 (APP–RN–SP) | 30,368       | 6.54         | n/a          | 0       | ±0      |
| | Alianza Popular4 (APRA–PPC–VP)                 | 21,113       | 4.55         | n/a          | 0       | ±0      |
| | Acción Popular5 (AP)                           | 19,296       | 4.15         | n/a          | 0       | –1      |
| | Frente Esperanza (FE)                          | 13,864       | 2.99         | Nuevo        | 0       | ±0      |
| | Perú Posible5 (PP)                             | 7,682        | 1.65         | n/a          | 0       | ±0      |
| | Orden (O)                                      | 3,680        | 0.79         | Nuevo        | 0       | ±0      |
| |                                                |              |              |              |         |         |
| Total | Total                                          | 464,488      |              |              | 5       | ±0      |
| |                                                |              |              |              |         |         |
| Votos válidos | Votos válidos                                  | 464,488      | 63.29        | –6.80        |         |         |
| Votos en blanco | Votos en blanco                                | 118,925      | 16.20        | +0.99        |         |         |
| Votos nulos | Votos nulos                                    | 150,494      | 20.51        | +5.81        |         |         |
| Votos emitidos | Votos emitidos                                 | 733,907      | 85.49        | –1.53        |         |         |
| Abstenciones | Abstenciones                                   | 124,597      | 14.51        | +1.53        |         |         |
| Votantes registrados | Votantes registrados                           | 858,504      |              |              |         |         |
| |                                                |              |              |              |         |         |
| Fuente: |                                                |              |              |              |         |         |
| Notas al pie: 1 Comparado con los resultados de su partido antecesor Fuerza 2011 en las elecciones de 2011. 2 Dentro de la coalición Alianza Electoral Perú Posible en las elecciones de 2011. 3 Comparado con los resultados de Alianza para el Progreso , Restauración Nacional (ambos dentro de la coalición Alianza por el Gran Cambio ) y Somos Perú (dentro de la coalición Alianza Electoral Perú Posible ) en las elecciones de 2011. 4 Comparado con los resultados del Partido Aprista Peruano y el Partido Popular Cristiano en las elecciones de 2011. 5 Comparado con los resultados de su partido antecesor Fonavistas del Perú en las elecciones de 2011. |                                                |              |              |              |         |         |
| Notas al pie: |                                                |              |              |              |         |         |
| 1 Comparado con los resultados de su partido antecesor Fuerza 2011 en las elecciones de 2011. 2 Dentro de la coalición Alianza Electoral Perú Posible en las elecciones de 2011. 3 Comparado con los resultados de Alianza para el Progreso, Restauración Nacional (ambos dentro de la coalición Alianza por el Gran Cambio) y Somos Perú (dentro de la coalición Alianza Electoral Perú Posible) en las elecciones de 2011. 4 Comparado con los resultados del Partido Aprista Peruano y el Partido Popular Cristiano en las elecciones de 2011. 5 Comparado con los resultados de su partido antecesor Fonavistas del Perú en las elecciones de 2011.                  |                                                |              |              |              |         |         |

### Elecciones parlamentarias de 2011
| Partidos y coaliciones | Partidos y coaliciones                       | Voto popular | Voto popular | Voto popular | Escaños | Escaños |
| Partidos y coaliciones | Partidos y coaliciones                       | Votos        | %            | ±pp          | Total   | +/−     |
| --- | -------------------------------------------- | ------------ | ------------ | ------------ | ------- | ------- |
| | Gana Perú1 (PNP–PS–PCP–PSR)                  | 204,998      | 42.82        | +41.52       | 3       | +3      |
| | Fuerza 20112 (F2011)                         | 70,845       | 14.80        | +7.89        | 1       | +1      |
| | Perú Posible3 (PP–AP–SP)                     | 58,734       | 12.27        | +0.20        | 1       | ±0      |
| | Solidaridad Nacional4 (SN–UPP–C90–SU–TPP)    | 41,732       | 8.72         | n/a          | 0       | –3      |
| | Alianza por el Gran Cambio5 (APP–PPC–PHP–RN) | 39,415       | 8.23         | n/a          | 0       | ±0      |
| | Partido Aprista Peruano (APRA)               | 16,039       | 3.35         | –8.78        | 0       | –1      |
| | Despertar Nacional (DN)                      | 13,073       | 2.73         | Nuevo        | 0       | ±0      |
| | Fuerza Social (FS)                           | 10,424       | 2.18         | Nuevo        | 0       | ±0      |
| | Cambio Radical (CR)                          | 6,920        | 1.45         | Nuevo        | 0       | ±0      |
| | Fonavistas del Perú (FP)                     | 6,120        | 1.28         | Nuevo        | 0       | ±0      |
| | Adelante (Adelante)                          | 3,741        | 0.78         | Nuevo        | 0       | ±0      |
| | Fuerza Nacional (FN)                         | 3,482        | 0.73         | Nuevo        | 0       | ±0      |
| | Justicia, Tecnología, Ecología (JTE)         | 3,242        | 0.68         | Nuevo        | 0       | ±0      |
| |                                              |              |              |              |         |         |
| Total | Total                                        | 478,765      |              |              | 5       | ±0      |
| |                                              |              |              |              |         |         |
| Votos válidos | Votos válidos                                | 478,765      | 70.09        | +4.63        |         |         |
| Votos en blanco | Votos en blanco                              | 103,905      | 15.21        | –0.04        |         |         |
| Votos nulos | Votos nulos                                  | 100,447      | 14.70        | –4.59        |         |         |
| Votos emitidos | Votos emitidos                               | 683,117      | 87.02        | –5.64        |         |         |
| Abstenciones | Abstenciones                                 | 101,862      | 12.98        | +5.64        |         |         |
| Votantes registrados | Votantes registrados                         | 784,979      |              |              |         |         |
| |                                              |              |              |              |         |         |
| Fuente: |                                              |              |              |              |         |         |
| Notas al pie: 1 Comparado con los resultados del Partido Socialista en las elecciones de 2006. 2 Comparado con los resultados de la coalición Alianza por el Futuro en las elecciones de 2006. 3 Comparado con los resultados del partido Perú Posible y la alianza Frente de Centro en las elecciones de 2006. 4 Comparado con los resultados del partido Unión por el Perú y Solidaridad Nacional (dentro de Unidad Nacional ) en las elecciones de 2006. 5 Comparado con los resultados del Partido Popular Cristiano (dentro de Unidad Nacional ) en las elecciones de 2006. |                                              |              |              |              |         |         |
| Notas al pie: |                                              |              |              |              |         |         |
| 1 Comparado con los resultados del Partido Socialista en las elecciones de 2006. 2 Comparado con los resultados de la coalición Alianza por el Futuro en las elecciones de 2006. 3 Comparado con los resultados del partido Perú Posible y la alianza Frente de Centro en las elecciones de 2006. 4 Comparado con los resultados del partido Unión por el Perú y Solidaridad Nacional (dentro de Unidad Nacional) en las elecciones de 2006. 5 Comparado con los resultados del Partido Popular Cristiano (dentro de Unidad Nacional) en las elecciones de 2006.                 |                                              |              |              |              |         |         |

### Elecciones parlamentarias de 2006
| Partidos y coaliciones | Partidos y coaliciones                            | Voto popular | Voto popular | Voto popular | Escaños | Escaños |
| Partidos y coaliciones | Partidos y coaliciones                            | Votos        | %            | ±pp          | Total   | +/−     |
| --- | ------------------------------------------------- | ------------ | ------------ | ------------ | ------- | ------- |
| | Unión por el Perú (UPP)                           | 145,350      | 35.51        | +32.30       | 3       | +3      |
| | Partido Aprista Peruano (APRA)                    | 49,663       | 12.13        | +2.64        | 1       | +1      |
| | Frente de Centro1 (AP–SP–CNI)                     | 38,275       | 9.35         | –5.09        | 1       | ±0      |
| | Unidad Nacional (PPC–SN–RN)                       | 30,073       | 7.35         | –1.65        | 0       | ±0      |
| | Alianza por el Futuro2 (C90–NM–SC)                | 28,272       | 6.91         | +1.13        | 0       | ±0      |
| | Justicia Nacional (JN)                            | 18,797       | 4.59         | Nuevo        | 0       | ±0      |
| | Restauración Nacional (RN)                        | 17,023       | 4.16         | Nuevo        | 0       | ±0      |
| | Perú Posible (PP)                                 | 11,117       | 2.72         | –29.73       | 0       | –3      |
| | Renacimiento Andino (RA)                          | 10,514       | 2.57         | –2.83        | 0       | ±0      |
| | Movimiento Nueva Izquierda (MNI)                  | 8,896        | 2.17         | Nuevo        | 0       | ±0      |
| | Frente Independiente Moralizador (FIM)            | 7,590        | 1.85         | –8.86        | 0       | –1      |
| | Frente Popular Agrícola del Perú (Frepap)         | 6,433        | 1.57         | –4.73        | 0       | ±0      |
| | Avanza País - Partido de Integración Social (AvP) | 5,746        | 1.40         | Nuevo        | 0       | ±0      |
| | Partido Socialista (PS)                           | 5,329        | 1.30         | Nuevo        | 0       | ±0      |
| | Alianza para el Progreso (APP)                    | 5,226        | 1.28         | Nuevo        | 0       | ±0      |
| | Fuerza Democrática (FD)                           | 4,286        | 1.05         | Nuevo        | 0       | ±0      |
| | Resurgimiento Peruano                             | 4,051        | 0.99         | Nuevo        | 0       | ±0      |
| | Concertación Descentralista (PDS–MHP)             | 3,036        | 0.74         | Nuevo        | 0       | ±0      |
| | Proyecto País (PrP)                               | 3,015        | 0.74         | –0.82        | 0       | ±0      |
| | Reconstrucción Democrática                        | 2,303        | 0.56         | Nuevo        | 0       | ±0      |
| | Con Fuerza Perú                                   | 2,170        | 0.53         | Nuevo        | 0       | ±0      |
| | Y se llama Perú                                   | 1,503        | 0.37         | Nuevo        | 0       | ±0      |
| | Perú Ahora                                        | 649          | 0.16         | Nuevo        | 0       | ±0      |
| |                                                   |              |              |              |         |         |
| Total | Total                                             | 409,317      |              |              | 5       | ±0      |
| |                                                   |              |              |              |         |         |
| Votos válidos | Votos válidos                                     | 409,317      | 65.46        | –6.22        |         |         |
| Votos en blanco | Votos en blanco                                   | 95,385       | 15.25        | +3.35        |         |         |
| Votos nulos | Votos nulos                                       | 120,604      | 19.29        | +2.87        |         |         |
| Votos emitidos | Votos emitidos                                    | 625,306      | 92.66        | +9.16        |         |         |
| Abstenciones | Abstenciones                                      | 49,559       | 7.34         | –9.16        |         |         |
| Votantes registrados | Votantes registrados                              | 674,865      |              |              |         |         |
| |                                                   |              |              |              |         |         |
| Fuente: |                                                   |              |              |              |         |         |
| Notas al pie: 1 Comparado con los resultados de los partidos Acción Popular y Somos Perú en las elecciones de 2001. 2 Comparado con los resultados de los partidos Cambio 90 – Nueva Mayoría y Solución Popular ( Sí Cumple ) en las elecciones de 2001. |                                                   |              |              |              |         |         |
| Notas al pie: |                                                   |              |              |              |         |         |
| 1 Comparado con los resultados de los partidos Acción Popular y Somos Perú en las elecciones de 2001. 2 Comparado con los resultados de los partidos Cambio 90–Nueva Mayoría y Solución Popular (Sí Cumple) en las elecciones de 2001.                   |                                                   |              |              |              |         |         |

### Elecciones parlamentarias de 2001
| Partidos y coaliciones | Partidos y coaliciones                    | Voto popular | Voto popular | Voto popular | Escaños | Escaños |
| Partidos y coaliciones | Partidos y coaliciones                    | Votos        | %            | ±pp          | Total   | +/−     |
| ---------------------- | ----------------------------------------- | ------------ | ------------ | ------------ | ------- | ------- |
|                        | Perú Posible (PP)                         | 121,004      | 32.45        | n/a          | 3       | n/a     |
|                        | Acción Popular (AP)                       | 41,025       | 11.00        | n/a          | 1       | n/a     |
|                        | Frente Independiente Moralizador (FIM)    | 39,916       | 10.71        | n/a          | 1       | n/a     |
|                        | Partido Aprista Peruano (APRA)            | 35,373       | 9.49         | n/a          | 0       | n/a     |
|                        | Unidad Nacional (PPC–SN–RN–CR)            | 33,571       | 9.00         | n/a          | 0       | n/a     |
|                        | Frente Popular Agrícola del Perú (Frepap) | 23,493       | 6.30         | n/a          | 0       | n/a     |
|                        | Renacimiento Andino (RA)                  | 20,127       | 5.40         | n/a          | 0       | n/a     |
|                        | Solución Popular (SoP)                    | 17,150       | 4.60         | n/a          | 0       | n/a     |
|                        | Somos Perú (SP)                           | 12,835       | 3.44         | n/a          | 0       | n/a     |
|                        | Unión por el Perú (UPP)                   | 11,950       | 3.21         | n/a          | 0       | n/a     |
|                        | Todos por la Victoria (TpV)               | 6,217        | 1.67         | n/a          | 0       | n/a     |
|                        | Proyecto País (PrP)                       | 5,818        | 1.56         | n/a          | 0       | n/a     |
|                        | Cambio 90–Nueva Mayoría (C90–NM)          | 4,386        | 1.18         | n/a          | 0       | n/a     |
|                        |                                           |              |              |              |         |         |
| Total                  | Total                                     | 372,865      |              |              | 5       | n/a     |
|                        |                                           |              |              |              |         |         |
| Votos válidos          | Votos válidos                             | 372,865      | 71.68        | n/a          |         |         |
| Votos en blanco        | Votos en blanco                           | 61,875       | 11.90        | n/a          |         |         |
| Votos nulos            | Votos nulos                               | 85,421       | 16.42        | n/a          |         |         |
| Votos emitidos         | Votos emitidos                            | 520,161      | 83.50        | n/a          |         |         |
| Abstenciones           | Abstenciones                              | 102,762      | 16.50        | n/a          |         |         |
| Votantes registrados   | Votantes registrados                      | 622,923      |              |              |         |         |
|                        |                                           |              |              |              |         |         |
| Fuente:                |                                           |              |              |              |         |         |

### Elecciones parlamentarias de 2000
Elecciones parlamentarias en distrito electoral nacional único

### Elecciones parlamentarias de 1995
Elecciones parlamentarias en distrito electoral nacional único

### Elecciones parlamentarias de 1990
| Partidos y coaliciones | Partidos y coaliciones                                     | Voto popular | Voto popular | Voto popular | Escaños | Escaños |
| Partidos y coaliciones | Partidos y coaliciones                                     | Votos        | %            | ±pp          | Total   | +/−     |
| --- | ---------------------------------------------------------- | ------------ | ------------ | ------------ | ------- | ------- |
| | Cambio 90 (C90)                                            | 51,522       | 27.06        | Nuevo        | 3       | +3      |
| | Frente Nacional de Trabajadores y Campesinos1 (Frenatraca) | 38,153       | 20.04        | +2.79        | 2       | +1      |
| | Partido Aprista Peruano (APRA)                             | 30,512       | 16.03        | –16.01       | 1       | –2      |
| | Izquierda Unida (IU)                                       | 28,040       | 14.73        | –15.15       | 1       | –2      |
| | Frente Democrático2 (Movimiento Libertad–PPC–AP)           | 22,252       | 11.69        | n/a          | 1       | ±0      |
| | Izquierda Socialista (IS)                                  | 10,996       | 5.78         | Nuevo        | 0       | ±0      |
| | Frente Popular Agrícola del Perú (Frepap)                  | 6,927        | 3.64         | Nuevo        | 0       | ±0      |
| | Frente Independiente Moralizador (FIM)                     | 1,555        | 0.82         | Nuevo        | 0       | ±0      |
| | Unión Democrática                                          | 426          | 0.22         | Nuevo        | 0       | ±0      |
| |                                                            |              |              |              |         |         |
| Total | Total                                                      | 190,383      |              |              | 8       | ±0      |
| |                                                            |              |              |              |         |         |
| Votos válidos | Votos válidos                                              | 190,383      | 100.00       | +34.48       |         |         |
| Votos en blanco | Votos en blanco                                            | 0            | 0.00         | –28.99       |         |         |
| Votos nulos | Votos nulos                                                | 0            | 0.00         | –5.49        |         |         |
| Votos emitidos | Votos emitidos                                             | 190,383      | n/d          | n/a          |         |         |
| Abstenciones | Abstenciones                                               | n/d          | n/d          | n/a          |         |         |
| Votantes registrados | Votantes registrados                                       | n/d          |              |              |         |         |
| |                                                            |              |              |              |         |         |
| Fuente: |                                                            |              |              |              |         |         |
| Notas al pie: 1 Comparado con los resultados de Izquierda Nacionalista (IN) en las elecciones de 1985. 2 Comparado con los resultados del Partido Popular Cristiano (dentro de la coalición Convergencia Democrática ) y Acción Popular en las elecciones de 1985. |                                                            |              |              |              |         |         |
| Notas al pie: |                                                            |              |              |              |         |         |
| 1 Comparado con los resultados de Izquierda Nacionalista (IN) en las elecciones de 1985. 2 Comparado con los resultados del Partido Popular Cristiano (dentro de la coalición Convergencia Democrática) y Acción Popular en las elecciones de 1985.                |                                                            |              |              |              |         |         |

### Elecciones parlamentarias de 1985
| Partidos y coaliciones | Partidos y coaliciones                                    | Voto popular | Voto popular | Voto popular | Escaños | Escaños |
| Partidos y coaliciones | Partidos y coaliciones                                    | Votos        | %            | ±pp          | Total   | +/−     |
| --- | --------------------------------------------------------- | ------------ | ------------ | ------------ | ------- | ------- |
| | Partido Aprista Peruano (APRA)                            | 74,900       | 32.04        | +18.74       | 3       | +2      |
| | Izquierda Unida1 (UNIR–UDP–PRT–UI–FOCEP–APS)              | 69,860       | 29.88        | –0.76        | 3       | +2      |
| | Izquierda Nacionalista2 (IN)                              | 40,316       | 17.25        | –12.90       | 1       | –3      |
| | Acción Popular (AP)                                       | 22,379       | 9.57         | –11.46       | 1       | –1      |
| | Convergencia Democrática3 (PPC–MBH)                       | 10,149       | 4.34         | +1.46        | 0       | ±0      |
| | Partido Socialista de los Trabajadores (PST)              | 4,102        | 1.76         | Nuevo        | 0       | ±0      |
| | Lista Independiente Movimiento Revolucionario Velasquista | 3,937        | 1.68         | Nuevo        | 0       | ±0      |
| | Frente Democrático de Unidad Nacional (FUN)               | 2,537        | 1.09         | Nuevo        | 0       | ±0      |
| | Partido de Avanzada Nacional (PAN)                        | 2,188        | 0.94         | Nuevo        | 0       | ±0      |
| | Lista Independiente Frente de Izquierda Revolucionario    | 2,093        | 0.90         | Nuevo        | 0       | ±0      |
| | Lista Independiente Movimiento Andino Revolucionario      | 1,327        | 0.57         | Nuevo        | 0       | ±0      |
| |                                                           |              |              |              |         |         |
| Total | Total                                                     | 233,788      |              |              | 8       | ±0      |
| |                                                           |              |              |              |         |         |
| Votos válidos | Votos válidos                                             | 233,788      | 65.52        | –8.23        |         |         |
| Votos en blanco | Votos en blanco                                           | 103,438      | 28.99        | +17.89       |         |         |
| Votos nulos | Votos nulos                                               | 19,570       | 5.49         | –9.66        |         |         |
| Votos emitidos | Votos emitidos                                            | 356,796      | 92.68        | n/a          |         |         |
| Abstenciones | Abstenciones                                              | 28,199       | 7.32         | n/a          |         |         |
| Votantes registrados | Votantes registrados                                      | 384,995      |              |              |         |         |
| |                                                           |              |              |              |         |         |
| Fuente: |                                                           |              |              |              |         |         |
| Notas al pie: 1 Comparado con los resultados de los partidos Unión de Izquierda Revolucionaria (PCP-PR–PCR–VR–FLN), Unidad Democrático Popular (UDP), Partido Revolucionario de los Trabajadores (PRT), Unidad de Izquierda (UI), el Frente Obrero Campesino Estudiantil y Popular (FOCEP) y Acción Política Socialista (APS) en las elecciones de 1980. 2 Comparado con los resultados del Frente Nacional de Trabajadores y Campesinos (Frenatraca) en las elecciones de 1980. 3 Comparado con los resultados del Partido Popular Cristiano (PPC) en las elecciones de 1980. |                                                           |              |              |              |         |         |
| Notas al pie: |                                                           |              |              |              |         |         |
| 1 Comparado con los resultados de los partidos Unión de Izquierda Revolucionaria (PCP-PR–PCR–VR–FLN), Unidad Democrático Popular (UDP), Partido Revolucionario de los Trabajadores (PRT), Unidad de Izquierda (UI), el Frente Obrero Campesino Estudiantil y Popular (FOCEP) y Acción Política Socialista (APS) en las elecciones de 1980. 2 Comparado con los resultados del Frente Nacional de Trabajadores y Campesinos (Frenatraca) en las elecciones de 1980. 3 Comparado con los resultados del Partido Popular Cristiano (PPC) en las elecciones de 1980.               |                                                           |              |              |              |         |         |

### Elecciones parlamentarias de 1980
| Partidos y coaliciones | Partidos y coaliciones                                    | Voto popular | Voto popular | Voto popular | Escaños | Escaños |
| Partidos y coaliciones | Partidos y coaliciones                                    | Votos        | %            | ±pp          | Total   | +/−     |
| ---------------------- | --------------------------------------------------------- | ------------ | ------------ | ------------ | ------- | ------- |
|                        | Frente Nacional de Trabajadores y Campesinos (Frenatraca) | 51,057       | 30.15        | n/a          | 4       | n/a     |
|                        | Acción Popular (AP)                                       | 35,608       | 21.03        | n/a          | 2       | n/a     |
|                        | Partido Aprista Peruano (APRA)                            | 22,520       | 13.30        | n/a          | 1       | n/a     |
|                        | Partido Revolucionario de los Trabajadores (PRT)          | 21,710       | 12.82        | n/a          | 1       | n/a     |
|                        | Acción Política Socialista (APS)                          | 10,549       | 6.23         | n/a          | 0       | n/a     |
|                        | Unión de Izquierda Revolucionaria (PCP-PR–PCR–VR–FLN)     | 6,412        | 3.79         | n/a          | 0       | n/a     |
|                        | Unidad Democrático Popular (UDP)                          | 5,560        | 3.28         | n/a          | 0       | n/a     |
|                        | Partido Popular Cristiano (PPC)                           | 4,883        | 2.88         | n/a          | 0       | n/a     |
|                        | Unidad de Izquierda (UI)                                  | 4,513        | 2.67         | n/a          | 0       | n/a     |
|                        | Frente Obrero Campesino Estudiantil y Popular (FOCEP)     | 3,125        | 1.85         | n/a          | 0       | n/a     |
|                        | Organización Política de la Revolución Peruana (OPRP)     | 1,757        | 1.04         | n/a          | 0       | n/a     |
|                        | Movimiento Democrático Peruano (MDP)                      | 1,666        | 0.98         | n/a          | 0       | n/a     |
|                        |                                                           |              |              |              |         |         |
| Total                  | Total                                                     | 169,360      |              |              | 8       | n/a     |
|                        |                                                           |              |              |              |         |         |
| Votos válidos          | Votos válidos                                             | 169,360      | 73.75        | n/a          |         |         |
| Votos en blanco        | Votos en blanco                                           | 25,480       | 11.10        | n/a          |         |         |
| Votos nulos            | Votos nulos                                               | 34,794       | 15.15        | n/a          |         |         |
| Votos emitidos         | Votos emitidos                                            | 229,634      | n/d          | n/a          |         |         |
| Abstenciones           | Abstenciones                                              | n/d          | n/d          | n/a          |         |         |
| Votantes registrados   | Votantes registrados                                      | n/d          |              |              |         |         |
|                        |                                                           |              |              |              |         |         |
| Fuente:                |                                                           |              |              |              |         |         |